# Liste der denkmalgeschützten Objekte in Zell am See
Die Liste der denkmalgeschützten Objekte in Zell am See enthält die 15 denkmalgeschützten, unbeweglichen Objekte der Stadtgemeinde Zell am See.

## Denkmäler
| Foto |                 | Denkmal                                                                             | Standort                                         | Beschreibung | Metadaten |
| ---- | --------------- | ----------------------------------------------------------------------------------- | ------------------------------------------------ | --- | --- |
| ja   | Datei hochladen | Bauernhof, Lohninghof HERIS-ID: 36799 Objekt-ID: 35807                              | Seeuferstraße 6 Standort KG: Thumersbach         | Der Lohninghof war einst das erste und wichtigste Gut in Thumersbach. Um 1400 hieß es noch Liebhardhof (nach dem Eigentümer Liebhard benannt). 1527 erwarb ihn ein gewisser Leonhard Laninger und von ihm stammt auch der noch heute gültige Name. Ab 1711 gehörte das Gut einem französischen Tuchhändler. 1906 wurde es an die Schweizer Benz und Meisel verkauft. Teile der Landwirtschaft wurden sodann an verschiedene Besitzer weiterverkauft. Auch der heutige Riemannpark gehörte einst zum Lohninggut. Als man dereinst Geld benötigte und den Laubwald in der Bucherau schlagen wollte, kaufte ein Rudolf Riemann die ganze Au ab. Seit 1940 steht der Park im Eigentum der Stadt, ebenso das Gebäude des Lohninghofes, welches heute als Kulturzentrum genutzt wird. | BDA-Hist.: Q37972134 Status: Bescheid Stand der BDA-Liste: 2025-06-30 Name: Bauernhof, Lohninghof GstNr.: .5 Lohninghof                                                        |
| ja   | Datei hochladen | Kath. Filialkirche hl. Sigismund HERIS-ID: 53274 Objekt-ID: 61133                   | Talstraße 73, bei Standort KG: Thumersbach       | In Thumersbach stand schon seit alten Zeiten eine Kapelle des hl. Sigismund. Diese wurde 1585 bei einem Wolkenbruch verschüttet, nur das Sigismundbild konnte gerettet werden. 1590 half Erzbischof Wolf Dietrich eine neue Kirche zu bauen. 1685 errichteten die Thumersbacher eine neue, etwas größere Kapelle. Der Entfelner-, Erlberger- und Obergrießer-Bauer verpflichteten sich grundbücherlich, die Kapelle zu erhalten. 1955 wurde das Kirchlein neuerlich erweitert und ein neuer Turm gebaut. | BDA-Hist.: Q38056391 Status: § 2a Stand der BDA-Liste: 2025-06-30 Name: Kath. Filialkirche hl. Sigismund GstNr.: .29/1 Kirche hl. Sigismund, Thumersbach                       |
| ja   | Datei hochladen | Wohnhaus, Vereinshaus HERIS-ID: 53291 Objekt-ID: 61180                              | Bahnhofstraße 1 Standort KG: Zell am See         | Das Vereinshaus mit einer Putzdekorfassade wurde in den Jahren 1925/26 erbaut. | BDA-Hist.: Q38056506 Status: § 2a Stand der BDA-Liste: 2025-06-30 Name: Wohnhaus, Vereinshaus GstNr.: .263 Vereinshaus, Zell am See                                            |
| ja   | Datei hochladen | Rathaus, Schloss Rosenberg HERIS-ID: 36808 Objekt-ID: 35827                         | Brucker Bundesstraße 2 Standort KG: Zell am See  | Das Anwesen wurde 1583 von Angehörigen der Gewerkenfamilie Rosenberger errichtet. Es ist ein typisches Pinzgauer Schlösschen mit drei Stockwerken unter einem Walmdach und turmartigen Erkern: vier Eckerker und ein halbrunder Mittelerker. Einige Zimmer weisen getäfelte Holzdecken auf. Seit dem 19. Jahrhundert in staatlichem Besitz, fungiert der Bau heute als Rathaus der Stadt. | BDA-Hist.: Q2243219 Status: Bescheid Stand der BDA-Liste: 2025-06-30 Name: Rathaus, Schloss Rosenberg GstNr.: .5 Schloss Rosenberg                                             |
| ja   | Datei hochladen | Bezirksgericht Zell am See HERIS-ID: 53292 Objekt-ID: 61181                         | Brucker Bundesstraße 6 Standort KG: Zell am See  | Der ärarische Bau mit Neorenaissance-Anklängen wurde 1908 erbaut. | BDA-Hist.: Q38056517 Status: Bescheid Stand der BDA-Liste: 2025-06-30 Name: Bezirksgericht Zell am See GstNr.: 114/3                                                           |
| ja   | Datei hochladen | Vogtturm/Kastnerturm HERIS-ID: 36807 Objekt-ID: 35826seit 2019                      | Kreuzgasse 2 Standort KG: Zell am See            | Der massive fünfstöckige Bau aus dem 13. Jahrhundert war ursprünglich ein Wehrbau und wurde dann in der frühen Neuzeit hauptsächlich als Schüttkasten benutzt. Heute dient er als Ausstellungsort des Stadtmuseums. | BDA-Hist.: Q15853081 Status: Bescheid Stand der BDA-Liste: 2025-06-30 Name: Vogtturm/Kastnerturm GstNr.: .42 Vogtturm                                                          |
| ja   | Datei hochladen | Friedhofskapelle, Aufbahrungshalle HERIS-ID: 90335 Objekt-ID: 105020                | Loferer Bundesstraße 43 Standort KG: Zell am See | Die Aufbahrungshalle im Friedhof wurde um 1908 im neoromanischen Stil erbaut. | BDA-Hist.: Q37746604 Status: § 2a Stand der BDA-Liste: 2025-06-30 Name: Friedhofskapelle, Aufbahrungshalle GstNr.: .243 Friedhofskapelle (Zell am See)                         |
| ja   | Datei hochladen | Villa Diana (Villa Menis) HERIS-ID: 84776 Objekt-ID: 98922                          | Mozartstraße 3 Standort KG: Zell am See          | Die Villa wurde um 1900 im späthistoristischen Stil errichtet. | BDA-Hist.: Q38183961 Status: Bescheid Stand der BDA-Liste: 2025-06-30 Name: Villa Diana (Villa Menis) GstNr.: 124/5 Villa Diana, Zell am See                                   |
| ja   | Datei hochladen | Postamt Zell am See HERIS-ID: 11421 Objekt-ID: 7517                                 | Postplatz 4 Standort KG: Zell am See             | Der mehrteilige Komplex des Postamts wurde 1928 erbaut. | BDA-Hist.: Q38100540 Status: Bescheid Stand der BDA-Liste: 2025-06-30 Name: Postamt Zell am See GstNr.: .310 Postgebäude, Zell am See                                          |
| ja   | Datei hochladen | Wohnhaus, Haus Buchroithner HERIS-ID: 10887 Objekt-ID: 6952                         | Schmittenstraße 15 Standort KG: Zell am See      | Das Wohnhaus wurde 1929/30 von Lois Welzenbacher erbaut. | BDA-Hist.: Q38084605 Status: Bescheid Stand der BDA-Liste: 2025-06-30 Name: Wohnhaus, Haus Buchroithner GstNr.: .357 Haus Buchroithner, Zell am See                            |
| ja   | Datei hochladen | Kath. Pfarrkirche, hl. Hippolyth, Stadtpfarrkirche HERIS-ID: 53301 Objekt-ID: 61192 | Stadtplatz Standort KG: Zell am See              | Das Alter der Kirche ist nicht bekannt, sie zeigt aber die ältesten Bauelemente des Pinzgaues. Der erste Turm stand an der Südseite an der Stelle des heutigen Sakristeivorraumes. In der oberen Sakristei sieht man noch Reste der Wendelstiege des Turmes. Das Juwel der Kirche ist zweifelsohne die Empore mit einer prachtvollen Brüstung. Die Empore ruht auf vier verschieden gearbeiteten Säulen aus Marmor, zwischen denen ein Netzgewölbe ausgespannt ist. Die 3 Spitzbögen tragen viele Krabben, gehen in Spitztürmchen und Kreuzblumen über. Zwischen den drei Bögen sind gotische Baldachine mit den geschnitzten Figuren des hl. Hippolyth und des hl. Florian aus 1520.                                                                                           | BDA-Hist.: Q17566011 Status: § 2a Stand der BDA-Liste: 2025-06-30 Name: Kath. Pfarrkirche, hl. Hippolyth, Stadtpfarrkirche GstNr.: .41/1 Saint Hippolytus Church (Zell am See) |
| ja   | Datei hochladen | Bezirkshauptmannschaft HERIS-ID: 53299 Objekt-ID: 61190                             | Stadtplatz 1 Standort KG: Zell am See            | Das Gebäude der Bezirkshauptmannschaft war früher das Pfleggericht, welches Erzbischof Wolf Dietrich um 1600 kaufte und adaptierte. | BDA-Hist.: Q38056537 Status: § 2a Stand der BDA-Liste: 2025-06-30 Name: Bezirkshauptmannschaft GstNr.: .7 Bezirkshauptmannschaft Zell am See                                   |
| ja   | Datei hochladen | Alter Pfarrhof, Gerichtsschreiberhaus HERIS-ID: 13355 Objekt-ID: 9533               | Stadtplatz 5 Standort KG: Zell am See            | Das ehemalige Gerichtsschreiberhaus stammt im Kern aus dem 16. Jahrhundert. Von 1683 bis 1968 wurde es als Pfarrhof genutzt. | BDA-Hist.: Q38176016 Status: Bescheid Stand der BDA-Liste: 2025-06-30 Name: Alter Pfarrhof, Gerichtsschreiberhaus GstNr.: .38/1                                                |
| ja   | Datei hochladen | Marienkapelle HERIS-ID: 53367 Objekt-ID: 61310                                      | Standort KG: Zell am See                         | Die quadratische Kapelle mit Zeltdach wurde 1774 an Stelle eines durch Brand zerstörten Vorgängerbaus errichtet. | BDA-Hist.: Q38056893 Status: § 2a Stand der BDA-Liste: 2025-06-30 Name: Marienkapelle GstNr.: .41/2 Marienkapelle, Zell am See                                                 |
| ja   | Datei hochladen | Kalvarienberg/Kreuzweg, 8 Stationen HERIS-ID: 53368 Objekt-ID: 61311                | Standort KG: Zell am See                         | 1756 errichteten einige Personen fünf gemalte Bilder des Leidens Christi. Über den Berg hinauf wurden in weiterer Folge acht gemauerte Leidensstationen errichtet, die 1923 mit neuen Holzbildwerken ausgestattet wurden. Nur die Kreuzigungsgruppe aus 1775 mit sechs Figuren ist aus dem alten Bestand erhalten geblieben. | BDA-Hist.: Q38056895 Status: § 2a Stand der BDA-Liste: 2025-06-30 Name: Kalvarienberg/Kreuzweg, 8 Stationen GstNr.: 415/2, .105 Kalvarienberg, Zell am See                     |